# Hundsjön (Asarums socken, Blekinge)
Hundsjön är en sjö i Karlshamns kommun i Blekinge och ingår i Mörrumsåns huvudavrinningsområde. Sjön har en area på 0,153 kvadratkilometer och ligger 46 meter över havet. Sjön avvattnas av vattendraget Ällhölabäcken.

## Delavrinningsområde
Hundsjön ingår i det delavrinningsområde (623743-143720) som SMHI kallar för Mynnar i Mörrumsån. Medelhöjden är 84 meter över havet och ytan är 22,17 kvadratkilometer. Det finns inga avrinningsområden uppströms utan avrinningsområdet är högsta punkten. Ällhölabäcken som avvattnar avrinningsområdet har biflödesordning 2, vilket innebär att vattnet flödar genom totalt 2 vattendrag innan det når havet efter 12 kilometer. Avrinningsområdet består mestadels av skog (76 procent). Avrinningsområdet har 0,88 kvadratkilometer vattenytor vilket ger det en sjöprocent på 4 procent. Bebyggelsen i området täcker en yta av 0,78 kvadratkilometer eller 4 procent av avrinningsområdet.